# Ricardo Lodi
Ricardo Lodi Ribeiro (Rio de Janeiro, 1970) é um jurista, professor universitário e gestor acadêmico brasileiro, notabilizado por sua atuação como reitor da Universidade do Estado do Rio de Janeiro (UERJ) e por sua contribuição ao estudo do Direito Financeiro e Direito Tributário no Brasil. Reconhecido por sua defesa da universidade pública, Lodi também é autor de diversos livros e artigos acadêmicos, além de ter exercido funções relevantes na advocacia pública e em entidades jurídicas nacionais e internacionais.

## Formação e carreira acadêmica
Ricardo Lodi Ribeiro graduou-se em Direito pela UERJ em 1991, obtendo posteriormente o título de mestre em Direito Tributário pela Universidade Cândido Mendes (2002) e de doutor em Direito pela Universidade Gama Filho (2007). Ingressou como professor associado de Direito Financeiro na Faculdade de Direito da UERJ em 2008, lecionando nos cursos de graduação, mestrado e doutorado. Chefiou o Departamento de Direito do Estado (2010–2014) e coordenou o Programa de Pós-Graduação em Direito (2011–2015).

## Carreira profissional

### Advocacia pública
Além da carreira acadêmica, Lodi exerceu cargos de destaque na advocacia pública, tendo sido Procurador do Estado de São Paulo (1993) e Procurador da Fazenda Nacional (1993–2003), além de Subprocurador-Chefe da Procuradoria-Regional da Fazenda Nacional da 2ª Região (1999–2001). Foi presidente do Sindicato Nacional dos Procuradores da Fazenda Nacional (1995–1997) e membro do Conselho Superior da Advocacia-Geral da União (2000–2002).

## Atuação na UERJ

### Gestão universitária
Entre 2016 e 2019, foi diretor da Faculdade de Direito da UERJ. Em 2020, assumiu a reitoria da universidade, conduzindo a instituição em um contexto de desafios financeiros e políticos. Durante sua gestão, destacou-se pela defesa da autonomia universitária, da valorização dos docentes e da ampliação de políticas de permanência estudantil. Coordenou iniciativas para garantir a continuidade das atividades acadêmicas diante de cortes orçamentários e crises econômicas, posicionando-se publicamente em defesa do financiamento da educação superior e da ciência no Brasil.

### Polêmicas da gestão
Durante e após sua gestão na UERJ, Ricardo Lodi Ribeiro esteve envolvido em investigações e questionamentos públicos relacionados à administração de recursos e transparência institucional.

#### Investigações sobre contratações e transparência
Em 2023, o Tribunal de Contas do Estado do Rio de Janeiro (TCE-RJ) abriu investigação sobre a gestão de Ricardo Lodi na UERJ devido a suspeitas de contratações irregulares e falta de transparência em projetos que, entre 2021 e 2022, movimentaram cerca de R$ 640 milhões. Segundo o TCE-RJ, parte dos contratados recebeu salários acima do teto do funcionalismo público estadual, e há suspeitas de que contratações de bolsistas teriam sido utilizadas para burlar regras de acúmulo de cargos. O tribunal também apontou a existência de funcionários com múltiplos vínculos e salários considerados incompatíveis com a legislação vigente.
O Ministério Público Especial de Contas exigiu a adoção de processos seletivos transparentes, a formalização de contratos e o fim da acumulação de cargos e super salários na universidade.

#### Folhas de pagamento e beneficiários de projetos
Reportagens investigativas também revelaram que familiares e pessoas próximas a coordenadores de campanha de Lodi teriam sido beneficiados por projetos da universidade, recebendo valores considerados elevados em comparação ao teto do serviço público. Entre os exemplos apontados, destaca-se o caso da família de um coordenador de campanha, que teria recebido mais de R$ 400 mil em pouco mais de um ano, com pagamentos mensais superiores ao teto constitucional. Lodi afirmou, em nota pública, não ter conhecimento prévio das nomeações e que os beneficiários já estavam vinculados aos projetos antes de sua gestão como reitor.
As investigações também identificaram bloqueio de acesso a informações sobre folhas de pagamento de projetos, sob alegação de proteção de dados pessoais, o que gerou questionamentos quanto à transparência administrativa.

#### Repercussão e desdobramentos
As denúncias resultaram em processos administrativos e judiciais, com acompanhamento do Tribunal de Contas e do Ministério Público. A UERJ afirmou, em comunicados oficiais, que colabora com as investigações e que os processos seletivos e pagamentos seguem as normas institucionais.

## Produção intelectual e atuação em entidades
Autor de dez livros e de mais de uma centena de artigos e capítulos de obras coletivas, Ricardo Lodi é referência em Direito Financeiro e Tributário. É presidente da Sociedade Brasileira de Direito Tributário, membro da Academia Brasileira de Direito Financeiro, da International Fiscal Association, do Instituto Brasileiro de Direito Tributário e do Instituto Brasileiro de Estudos de Direito da Energia. Atua como editor-chefe da Revista de Finanças Públicas, Tributação e Desenvolvimento e integra conselhos editoriais de diversas publicações jurídicas.

## Atuação política
Em 2022, Ricardo Lodi filiou-se ao Partido dos Trabalhadores (PT) e candidatou-se a deputado federal pelo Rio de Janeiro, defendendo pautas como o fortalecimento da autonomia universitária, a valorização da carreira docente e a revisão do teto de gastos públicos. Também atuou como defensor da ex-presidente Dilma Rousseff durante o processo de impeachment. Lodi é crítico do uso político do Poder Judiciário e da adoção de políticas de austeridade fiscal que impactam negativamente a educação e os direitos sociais, defendendo uma reforma tributária que promova maior igualdade social.

## Prêmios e reconhecimentos
Ao longo de sua trajetória, Ricardo Lodi recebeu diversos reconhecimentos por sua atuação acadêmica, profissional e institucional, consolidando-se como uma das principais lideranças do ensino jurídico e da gestão universitária no Brasil.